# Diámetro de Feret

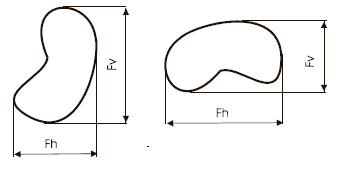
Ilustración de los diámetros de Feret horizontales y verticales de una partícula, Fh y Fv, respectivamente.

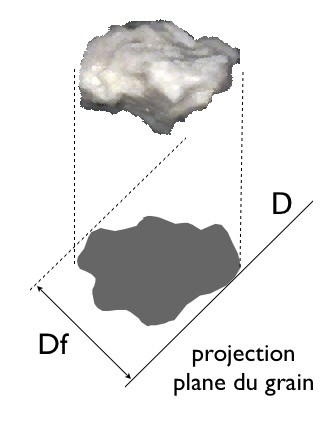
Diámetro de Feret aplicado a la proyección de un objeto 3D.

El diámetro de Feret es una medida del tamaño de un objeto a lo largo de una dirección específica. En general, se puede definir como la distancia entre los dos planos paralelos que restringen el objeto perpendicular a esa dirección. Por lo tanto, también se denomina diámetro calibre, en referencia a la medición del tamaño del objeto con un calibre. Esta medida se utiliza en el análisis de tamaños de partículas, por ejemplo en microscopía, donde se aplica a proyecciones de un objeto tridimensional (3D) en un plano 2D. En tales casos, el diámetro de Feret se define como la distancia entre dos líneas tangenciales paralelas en lugar de planos.

## Propiedades matemáticas
Del teorema de Cauchy se deduce que para un cuerpo convexo 2D, el diámetro de Feret promediado en todas las direcciones (〈F〉) es igual a la relación del perímetro del objeto (P) y π, es decir, 〈F〉 = P/π. No existe tal relación entre 〈F〉 y P para un objeto cóncavo.

## Aplicaciones
El diámetro de Feret se utiliza en granulometría, en el análisis del tamaño de partículas y su distribución, p. Ej. en polvo o sólido policristalino. El término se hizo común por primera vez en la literatura científica en la década de 1970 y se remonta a L.R. Feret (que da nombre al diámetro) en la década de 1930.
También se utiliza en biología como método para analizar el tamaño de las células en secciones de tejido.